# Битва при Кримиссе
Битва при Кримиссе (341 год до н. э.) — сражение между карфагенскими и греческими войсками за господство на Сицилии.

## Предшествующие события
Со смертью сиракузского тирана Дионисия Старшего в 367 году до н. э. в результате династической борьбы и внутренних смут вскоре распалась созданная им Сицилийская держава. Сиракузские союзники и колонии объявили о своей независимости, в городах началась борьба за власть, большую роль приобрели наёмники и их командиры, тоже претендовавшие на власть. Воспользовавшись политическим кризисом на Сицилии и борьбой за власть в греческих полисах, карфагеняне возобновили наступление на греков.
Ослабленные многолетними междоусобицами и теснимые карфагенянами, Сиракузы обратились за помощью к своей метрополии — Коринфу. Коринфяне откликнулись на просьбу сиракузян и отправили на Сицилию небольшую эскадру в десять кораблей под командованием опытного полководца Тимолеонта.
Высадившись на Сицилии в Тавромении, Тимолеонт двинулся против карфагенян, одержал победу в сражении при Адране и вскоре занял Сиракузы, низложив их правителя Дионисия Младшего. Получив подкрепления из Коринфа и укомплектовав войско наёмниками, Тимолеонт выступил против карфагенян.
Карфагеняне в свою очередь направили на Сицилию значительное войско — 70 тысяч воинов на 200 триерах и 1 тысяче грузовых судов с припасами по Плутарху. По Диодору, по слухам (как говорят), с учетом уже находившихся на Сицилии войск — 70 тысяч пехоты, конницы и боевых колесниц более 10 тысяч. Флот — 200 боевых и более 1000 транспортных судов с запасами. Реальная численность высаженного войска, скорее всего, была гораздо ниже, если сравнить с Сицилийской экспедицией 415 года до н. э., по которой есть более надежные и подробные данные. Эта армия под командованием Гасдрубала и Гамилькара выдвинулась против греков.
При виде столь крупных сил противника только три тысячи сиракузских граждан отважились присоединиться к Тимолеонту. Наёмное войско первоначально насчитывало 4 тысячи воинов, но тысяча отказалась от участия в походе, всего осталось пять тысяч пеших (πεντακισχιλίων πεζῶν) и тысяча всадников против огромной армии Карфагена. Кроме этого — Плутарх упоминает участие в битве отрядов из других сицилийских городов, но не называет их численность. Диодор наоборот — дает только общую численность армии. Сначала — менее 12 тысяч, с учетом союзников и войска Гикета. Он также пишет, что по дороге Тимолеонта покинул отряд в тысячу человек. У Кримиссы, по Диодору, греки могли иметь до 11 тысяч.
С оставшимися ему верными войсками Тимолеонт направился к реке Кримиссе, где собиралась карфагенская армия.

## Ход битвы
На холме перед рекой навстречу греческому войску попался груз сельдерея, которым греки обычно увенчивали намогильные памятники. Однако истолковав знамение в свою пользу в том смысле, что в Коринфе сельдереем венчают победителей Истмийских игр, и назвав примету благоприятной, Тимолеонт украсил сельдереем свои доспехи и воодушевил своё войско.
Заняв позиции на холме, греческие войска увидели противника, начавшего переправу через реку Кримиссу. Тимолеонт сразу понял, что переправлявшаяся карфагенская армия будет разделена водой, так что греки смогут вступить в битву с любой её частью, с которой сочтут целесообразным сразиться. Дождавшись, пока передовая часть карфагенской армии, включавшая авангард из 2,5 тысяч (по версии Диодора Сицилийского) или 10 тысяч (по версии Плутарха) отборных карфагенских пехотинцев в богатых доспехах с белыми щитами, а также колесницы, переправится через реку, греческая конница атаковала её, расстроив ряды противника. Однако карфагенские колесницы затрудняли действия греческой конницы, и тогда в сражение вступили греческие гоплиты, а конница отступила, перегруппировалась и ударила карфагенянам во фланг.
Отборная и хорошо вооружённая карфагенская пехота стойко встретила натиск греков, однако в это время началась гроза, нёсшая ливень, ветер и град в спину грекам и в лицо карфагенянам, а гром и шум ливня заглушали приказы военачальников.
Тяжеловооружённые карфагеняне вязли в грязи и потоках воды, и, падая, уже не могли подняться. Греки сбивали их с ног и поражали копьями и мечами. Потеряв в первых рядах четыреста человек, карфагеняне обратились в бегство. Многих из них греки настигли и перебили на равнине, многие утонули в реке, но значительно больше пало на холме от легковооружённых греческих пехотинцев или было захвачено в плен. Греки, перейдя Кримиссу, захватили и вражеский лагерь и обоз.
Всего в сражении пало десять тысяч карфагенских воинов, причём три тысячи из них были знатными гражданами, остальные — наёмниками. Многие карфагенские пленные были расхищены воинами, но пять тысяч из них всё же были показаны официально. В руки немногочисленных греков попали такие огромные богатства, что победители делили их целых три дня и только потом воздвигли трофеон.

## Последствия битвы
Сокрушительное поражение заставило карфагенян надолго прекратить свою экспансию на Сицилии. Тимолеонт же, победив сицилийских тиранов и объединив греческую часть острова в добровольный союз с республиканским устройством, на два десятилетия принёс острову долгожданный мир.